# Port lotniczy Fitiuta
Port lotniczy Fitiuta – port lotniczy zlokalizowany w miejscowości Fitiuta, na wyspie Tau (Samoa Amerykańskie).
Lotnisko uruchomione zostało w październiku 1990 r. Posiada jeden pas startowy o wymiarach 975 x 23 m.
Teren portu lotniczego jest dzierżawiony od 30 lokalnych rodzin.

## Linie lotnicze i połączenia
- Inter Island Airways (Ofu, Pago Pago)